# Zoran Tošić
Zoran Tošić - em sérvio, Зоран Тошић - (Zrenjanin, 28 de abril de 1987) é um futebolista sérvio que atua como meia. Atualmente está sem clube.

## Carreira

### Proleter Zrenjanin e Banat Zrenjanin
Iniciou sua carreira aos 18 anos, em 2005, pelo Proleter Zrenjanin, de sua cidade natal. Após um ano, já no Banat Zrenjanin, que foi a fusão entre o seu ex-clube com o Budućnost Banatski Dvor, ajudou a equipe a escapar do rebaixamento. 

### Partizan
Em 2006, com visibilidade foi contratado pelo Partizan, e no time da capital Belgrado ganhou o Campeonato Sérvio e a Copa da Sérvia em 2008.

### Manchester United
Tošić chegou ao Manchester em 2 de janeiro de 2009 junto com Adem Ljajić, como já havia sido noticiado pela imprensa inglesa em novembro de 2008.
Tošić se juntou a equipe imediatamente, enquanto Ljajić se juntaria aos Red Devils apenas em janeiro de 2010, depois de completar 18 anos. Ljajić, acabou não se transferindo para o Manchester, pois o clube encontrou dificuldades em obter seu visto de trabalho e desistiu do negócio.  

### Colônia
Em 26 de janeiro de 2010 foi anunciado que Tošić seria emprestado para o Colônia, da Alemanha até o final da temporada.

### CSKA Moscou
No dia 15 de junho de 2010 foi contratado pelo CSKA Moscou, da Rússia.

## Seleção Sérvia
Em 2007 fez sua estreia pela Seleção Sérvia Sub-21 onde foi vice-campeão europeu da categoria, na primeira competição disputada pelo país após a dissolução de Sérvia e Montenegro.
Pela Seleção principal estreou em 2007, nas Eliminatórias para a Euro 2008, contra a Finlândia.
Tosic fez parte do elenco da Seleção Sérvia de Futebol, em Pequim 2008.

## Títulos
CSKA Moscou
- Campeonato Russo de Futebol:  2012–13, 2013–14, 2015–16
- Copa da Rússia: 2010–11, 2012–13
- Supercopa da Rússia: 2014